# La Mantenedora
La Mantenedora är en ort i Mexiko.   Den ligger i kommunen Salinas och delstaten San Luis Potosí, i den centrala delen av landet, 400 km nordväst om huvudstaden Mexico City. La Mantenedora ligger 2 048 meter över havet och antalet invånare är 213.
Terrängen runt La Mantenedora är en högslätt. Runt La Mantenedora är det glesbefolkat, med 13 invånare per kvadratkilometer. Närmaste större samhälle är Salinas de Hidalgo, 13,8 km sydväst om La Mantenedora. Omgivningarna runt La Mantenedora är i huvudsak ett öppet busklandskap.